# John Badley
John Haden Badley (21 février 1865 - 6 mars 1967), auteur, pédagogue anglais, fondateur de la Bedales School, un pensionnat public mixte anglais, en 1893.

## Biographie
John Badley naît à Dudley, dans le Worcestershire. Il est le fils de James Payton Badley et Laura Elizabeth Best. Son grand-père, John Badley, est l'un des 300 premiers fellows du Collège royal de chirurgie. Enfant, il a vu la pauvreté et la misère de la classe ouvrière dans les Midlands. À 15 ans il est élève de la Rugby School puis il est étudiant au Trinity College de Cambridge. il a acquis la connaissance d'une norme de la musique et de théâtre et il a décrit King's Chapel comme fournissant « une norme de beauté dans la formation de la voix formation en une architecture menant à quelque chose près de la perfection. »
Son autobiographie mentionne un thé avec Oscar Wilde au cours duquel ils ont discuté de la poésie anglaise.
Là aussi, son amitié avec Edmund Garrett (en) l'a encouragé à se joindre à la petite minorité des hommes qui ont soutenu le mouvement des femmes pour l'égalité socio-politique.
En 1892, il épouse Amy, la sœur de Garrett, qui sera une partenaire solide jusqu'à sa mort en 1956, et qui conduira avec lui sa plus importante innovation, la mixité.
Une école, a-t-il estimé, devrait être organisée comme une famille, avec une volonté de coopération commune vers un but commun comme principale motivation plutôt que basée sur la simple concurrence.
Il a estimé que la formation visant une utilité sociale est aussi importance que celle visant au développement le plus complet possible de l'individu.
À Cambridge, Badley est devenu socialiste, et le restera tout au long de la vie, influencé notamment par les idéaux de William Morris sur l'art et la vie en communauté.
Mais l'influence décisive sur l'orientation de ces idées est venue de Cecil Reddie fondateur de l'école d'Abbotsholme et sans doute à l'origine de la Progressive School Britannique moderne.
Il a entendu parler du projet d'école par son ami d'université Goldsworthy Lowes Dickinson quand il y est allé en 1888, et il a été tout de suite fasciné.
Il a été, à l'âge de vingt-quatre ans, l'un des premiers maîtres nommé, mais il est probable que, dès le début, il avait en secret le plan de fonder sa propre école.
En 1893, après deux ans et demi, le tempérament de Reddie devenait de plus en plus autocratique. Badley voulait se marier et malgré les réticentes de Reddie à le laisser partir et l'absence d'encouragement de sa part, il décide de le quitter et fonde la Bedales School.
Toutes les idées initiale de Badley — même si leur développement ultérieur a été tout à fait différent — proviennent de Reddie.
Ainsi, le programme est basé sur l'anglais, non classique, et large - avec la science, l'art, la musique, le français, l'allemand, et des possibilités de jeux et de loisirs.
La religion est non dogmatique et non-sectaire. Les garçons ne sont pas "gavés" pour les examens, il n'y a pas de prix et les cours ont lieu seulement le matin.
La folie du jeu de rugby des lycées conventionnels est condamnée, le temps dégagé est consacré à un travail manuel dans les champs et les jardins, et les garçons avaient également des cours de couture, cordonnerie et cuisine.
Il a affirmé, avec sa modestie particulière, devoir beaucoup à la pédagogie Montessori, aux idées de Pestalozzi, Froebel et Dewey.
Helen Parkhurst créatrice du plan Dalton s'est appuyée sur son expérience pour fonder la Dalton Shool,  en 1919 à New York .
Il fonde Bedales en janvier 1893 dans un manoir élisabéthain à Haywards Heath.
En 1898 sur l'insistance de son épouse Amy, une ardente suffragette, il a pris le risque de se livrer à l'"expérience absurde" qui a conduit Bedales à devenir un pensionnat pleinement mixte.
En mai 1899, ce directeur pionnier a commencé de construire un nouveau complexe qui sert encore aujourd'hui l'école à Steep, Petersfield, Hampshire.
Badley a été un grand pédagogue, dans une certaine mesure classique, charismatique, grand et avenant, dirigeant par l'exemple et une grande autorité personnelle.
La réserve personnelle et la répression sexuelle caractéristique du système scolaire anglais et de l'époque font partie intégrante du personnage, conjuguées aux obsessions pittoresques et même loufoques - à la sensibilité moderne au moins - du socialisme en sandales des années 1890 et d'idéologie de retour à la nature d'influence allemande : l'accent mis sur les bains froids, toilettes sèches extérieures permettant de rendre au sol ce qui lui a été pris, habits rustiques et amitié "raisonnable" (unsilly) c'est-à-dire non-sexuelle entre les garçons et les filles. Il est strict et il est obéi, il n'a jamais fumé ni bu : «Quand il entrait inspecter à l'improviste, aussitôt la salle de classe se faisait immédiatement silencieuse, s'il se trouvait y avoir un morceau de papier sur le sol, il faisait un geste sans dire un mot, et le garçon le plus proche se hâtait de le ramasser."
Il a montré un merveilleux exemple de l'évolution de l'école. Son plan d'éducation, qu'il a su remplir et de développer au fil des années, est devenu un cadre duquel il continuera à contribuer et définir les contours, mais il a permis à l'école d'évoluer. Alors qu'il sera appelé "chef" pour le reste de sa vie par les étudiants et le personnel, il n'a pas dominé comme la plupart des directeurs l'auraient fait. À l'âge de soixante-dix ans il a pris sa retraite à Cholesbury, près de Tring, après avoir été directeur de son école, pendant quarante-deux ans.
Il a écrit un certain nombre de livres qui comprennent après la guerre (1917), Bedales : Une école de Pioneer (1923), la forme et l'esprit (1951), et son autobiographie, souvenirs et réflexions, publié en 1955, écrite dix ans plus tôt et donnée à un ami et collègue pour une publication posthume. Après la mort de son ami il consenti à ce qu'il soit publié. Pourtant, c'est son dernier travail qui peut être considéré comme son ouvrage majeur : Une Bible pour les lecteurs (le Nouveau Testament) en 1961 et La Bible vue d'aujourd'hui (l'Ancien Testament) en 1965 composé de plus de 1000 pages.
Après la mort de sa femme, il est retourné à vivre ses dernières années dans le terrain de l'école où il est mort.
Sa devise préféré : "Labor, Art, Worship, Love, these make men's lives." "le travail, l'art, le culte, l'amour, font la vie des hommes."

## Publications
- Bedales School; A School for Boys. Outline of its aims and system (1892), Cambridge University Press
- Bedales School: Outline of Its Aims and System: An Essay in Education (1912), Cambridge University Press
- Co-education in Practice (1914), Cambridge: Heffer
- Education after the War (1917), Oxford: Blackwell
- School Talks in Peace and War (1920), Oxford: Blackwell
- Co-education and Its Part in a Complete Education (1920), Cambridge: Heffer
- Notes and suggestions for Those who Join the staff at Bedales School 1922 Cambridge University Press
- Bedales: A Pioneer School (1923), London: Methuen
- The Will to Live: An Outline of Evolutionary Psychology (1931), London: Allen & Unwin
- The Will to Fuller Life (1933), London: Allen & Unwin
- "These Make Men's Lives" (1935), Oxford: Blackwell
- A Schoolmaster's Testament: Forty Years of Educational Experience (1937), Oxford: Blackwell
- Form and Spirit: A Study in Religion (1951), London: Routledge & Kegan Paul
- Memories and Reflections (1955), London: Allen & Unwin
- The Bible as Seen To-day (1965), Reading: Berkshire: Printing Co. (three-volume edition of titles below)
  - A Bible for Modern Readers (and What It Means for Us): The New Testament (1961), London: James Clarke
  - The Bible as Seen To-day: The Old Testament (1965), Reading: Berkshire Printing Co. (2 vols.)